# ماركوس كلفرلي
ماركوس كلفرلي (بالدنماركية: Marcus Cleverly) مواليد 15 يونيو 1981 في هيليرود، هو لاعب كرة يد دانمركي يلعب كحارس مرمى. مثل منتخب الدنمارك لكرة اليد. شارك في دورة الألعاب الأولمبية الصيفية سنة 2012. حقق المركز الأول في البطولة الأوروبية لكرة اليد للرجال 2012.

## المسيرة الاحترافية
لعب مع نادي نورثزيلاند لكرة اليد في الدوري الدنماركي من سنة 2001 إلى 2003، ثم لعب مع فيف تارغي كيلسي من سنة 2009 إلى 2013، ثم لعب مع لوجي إتش إف في الدوري السويدي في سنة 2013.

## سجل المنافسة
شارك في البطولات التالية:
- بطولة أوروبا لكرة اليد للرجال 2012
- الألعاب الأولمبية الصيفية 2012

## الميداليات
| الميدالية | المسابقة                           |
| --------- | ---------------------------------- |
| ذهبية     | بطولة أوروبا لكرة اليد للرجال 2012 |

## روابط خارجية
- ماركوس كلفرلي على موقع الاتحاد الأوروبي لكرة اليد (الإنجليزية)
- ماركوس كلفرلي على موقع أوليمبيديا (الإنجليزية)